# Cerkiew Świętych Kosmy i Damiana w Czyżach
Cerkiew pod wezwaniem Świętych Kosmy i Damiana – prawosławna cerkiew cmentarna w Czyżach. Należy do parafii Zaśnięcia Przenajświętszej Bogurodzicy w Czyżach, w dekanacie Hajnówka diecezji warszawsko-bielskiej Polskiego Autokefalicznego Kościoła Prawosławnego.

## Położenie
Cerkiew znajduje się na cmentarzu założonym w XIX w., o powierzchni 2 ha.

## Historia

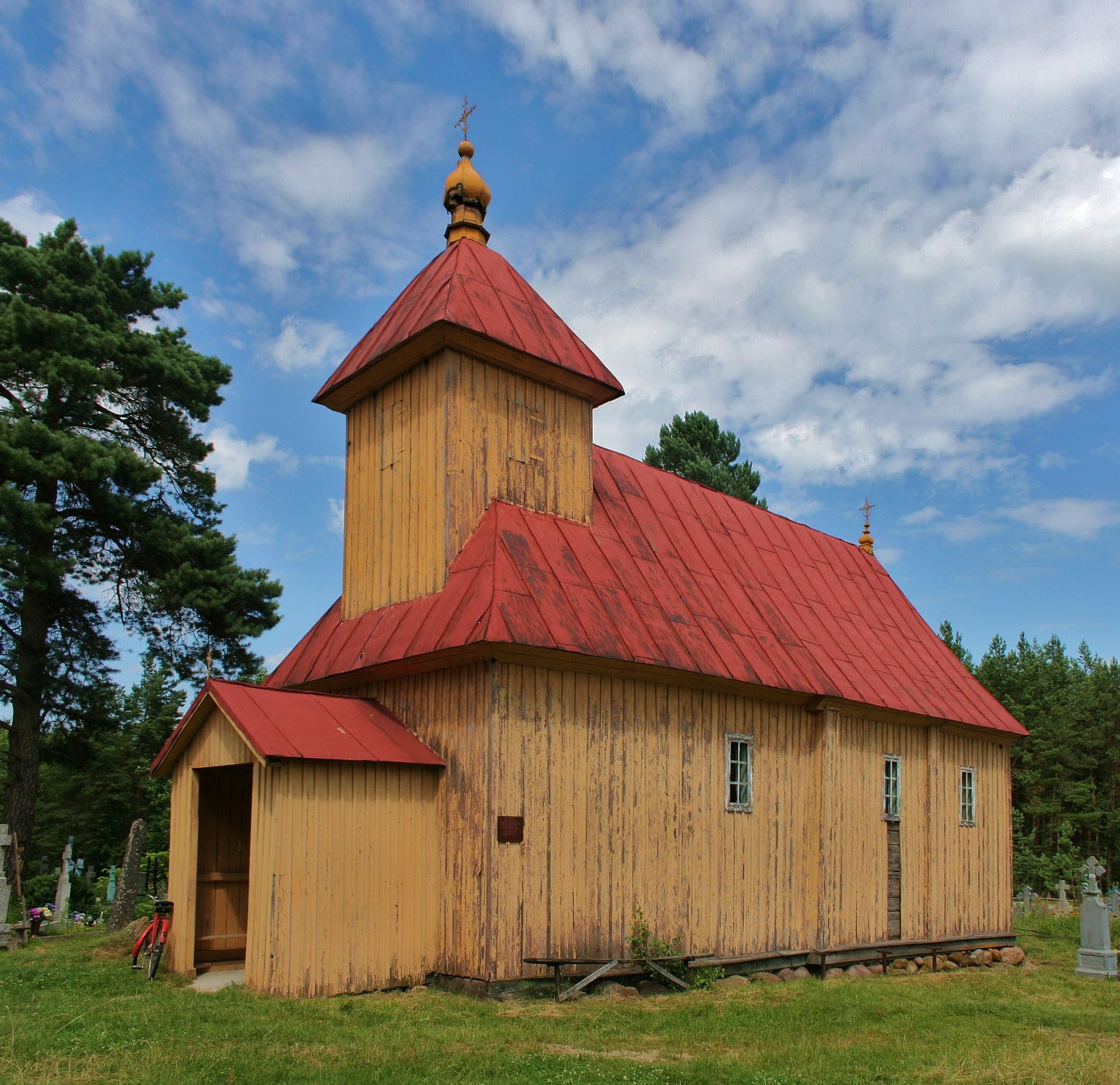
Widok ogólny, stan przed remontem

Data budowy cerkwi nie jest znana. Została ona przeniesiona w obecne miejsce w 1812 z Łoknicy. Konsekrowana pod obecnym wezwaniem w 1889 (wcześniej, w 1825 poświęcono ołtarz Świętych Kosmy i Damiana).
Świątynia była gruntownie remontowana w 1889, 1937 i 1960. W 1960 roku na gont położono blachę. W 2011 zakończono remont zewnętrzny cerkwi. Następstwem remontu z 2011 r. było zamontowanie na wieńczących cerkiew sygnaturkach taniej blachy imitującej złoto, co spotkało się z ogromną falą krytyki ze strony miłośników i znawców podlaskiej architektury drewnianej, którzy uznali to za przejaw kiczu, nieposzanowania tradycji oraz braku poczucia estetyki.
Cerkiew została wpisana do rejestru zabytków 1 kwietnia 1977 pod nr A-100.

## Architektura
Budowla drewniana, na planie prostokąta, o konstrukcji zrębowej, szalowana, orientowana, salowa, zamknięta trójbocznie. Od frontu niewielka kruchta. Wieża-dzwonnica na planie kwadratu, nadbudowana nad zachodnią częścią nawy. Dachy cerkwi blaszane. Nad kruchtą dwuspadowy daszek. Wieża zwieńczona czterospadowym dachem namiotowym, z niewielką cebulastą kopułką. Nad nawą dach jednokalenicowy.